# Catapsephis apicipuncta
Catapsephis apicipuncta är en fjärilsart som beskrevs av George Francis Hampson 1899. Catapsephis apicipuncta ingår i släktet Catapsephis och familjen Crambidae. Inga underarter finns listade i Catalogue of Life.